# 237 (číslo)
Dvě stě třicet sedm je přirozené číslo, které následuje po čísle dvě stě třicet šest a předchází číslu dvě stě třicet osm. Římskými číslicemi se zapisuje CCXXXVII a řeckými číslicemi σλζ.

## Matematika
237 je:
- Dvojité prvočíslo
- Deficientní číslo
- Nešťastné číslo
- Příznivé číslo
- 237. čtvercové pyramidové číslo, 4 465 475, je součtem dvou menších čtvercových pyramidových čísel, existují pouze čtyři menší čísla (55, 70, 147 a 226) s touto vlastností

## Chemie
- 237 je nukleonové číslo nejstabilnějšího izotopu neptunia[1]

## Astronomie
- (237) Coelestina je planetka hlavního pásu, kterou objevil v roce 1884 Johann Palisa

## Doprava
- Silnice II/237 je česká silnice II. třídy vedoucí na trase Rakovník – Nové Strašecí – Mšec – Srbeč – Hořešovice – Třebíz – Peruc – Libochovice – Třebenice[2]

## Ostatní
- +237 je mezinárodní telefonní předvolba Kamerunu

## Roky
- 237
- 237 př. n. l.